# Luis de Moya
Luis de Moya Anegón (Ciudad Real; 17 de agosto de 1953 – Pamplona; 9 de noviembre de 2020) fue un sacerdote católico, capellán universitario, canonista y activista provida español.

## Biografía
Nacido en Ciudad Real, se trasladó a Madrid en 1971 para comenzar la carrera de Medicina en la Universidad Complutense. Al año siguiente pidió la admisión en el Opus Dei. Fue secretario del Colegio Mayor Moncloa (1975-1978). Tras licenciarse en Medicina, se trasladó a Roma para continuar sus estudios de Teología. En agosto de 1981 recibió la ordenación sacerdotal.
Defendió la tesis doctoral en la Facultad de Derecho Canónico de la Universidad de Navarra (1984), y fue nombrado capellán de la Escuela Técnica Superior de Arquitectura. Cargo que compatibilizaba con la atención pastoral a las residentes del Colegio Mayor Goroabe.
El 2 de abril de 1991, regresando de Ciudad Real, sufrió un grave accidente de tráfico en Navarra, a consecuencia del cual quedó tetrapléjico. Desde entonces residió en el Colegio Mayor Aralar. Su limitación no le impidió seguir desarrollando diversos encargos pastorales durante varios años en el campus universitario. Continuó con la capellanía de la Escuela de Arquitectura, colaborando también con la Facultad de Derecho y la atención pastoral a los residentes del Colegio Mayor Belagua - Torre I. Años después, afirmaría en una entrevista que, tras el accidente, "me siento como un millonario que ha perdido solo mil pesetas, porque puedo hacer lo más importante para un ser humano: pensar y amar".
En 1996 contó su experiencia vital en el libro Sobre la marcha: confesiones de un tetrapléjico que ama profundamente la vida, en donde relata su experiencia personal de los primeros cinco años (1991-1996), desde que se quedó tetrapléjico. Cronológicamente, narra los nueve meses pasados en la Clínica Universidad de Navarra, que no estuvieron exentos de miedo a recomenzar su rutina diaria de trabajo. Luis de Moya reconoce que su fe le ayudó a salir adelante con optimismo.
A raíz del libro, contactó con Ramón Sampedro por teléfono y por carta, aunque no consiguió hablar personalmente con él. A pesar de su enfermedad, Luis de Moya fue un decidido defensor de la vida humana desde la fecundación hasta su fin natural. Participó en diversos programas de radio y televisión, donde realizó la defensa de toda vida humana.
En 2000 creó Fluvium, un portal católico con una marcada finalidad evangelizadora. Las novedades del portal llegaron a cien mil suscriptores repartidos por todo el mundo.
Su postura sobre la eutanasia era clara. Ante la pregunta sobre que hacer ante un enfermo terminal, Luis de Moya contestabaː 

“Ayúdale a que no sufra, ayúdale a morir, no lo mates. Acompáñalo. Quita todo el dolor que puedas. El primero el físico, y luego sobre todo el moral, que es el más duro, la soledad, la sensación de inutilidad que pueda tener… enséñale que es hijo de Dios”.

El 27 de octubre fue ingresado en la Clínica Universidad de Navarra, donde permaneció hasta que fallece en la tarde del 9 de noviembre de 2020. Tenía sesenta y siete años.

## Publicaciones
- Sobre la marcha: confesiones de un tetrapléjico que ama profundamente la vida, Madrid, Edibesa, 1996, 211 pp. Se han publicado seis ediciones y se ha traducido a varios idiomas.[11]
  - «En passant»: un tétraplégique qui aime la vie, Paris, Le Laurier, 1997, 1ª ed. francesa, 191 pp.
  - Strada facendo: un tetraplegico che ama la vita, s.l., Cercate, 2003, 1ª ed. italiana, 248 pp.
  - Uma vida sobre rodas: confissões de um tetraplégico que ama profundamente a Vida, Lisboa, Diel, 2009, 1ª ed. portuguesa, 221 pp.
  - Sobre la marcha: un tetrapléjico que ama la vida, México, D.F., Myriam, 2007, 1ª ed. mexicana, 213 pp.